# Haux (Gironde)
Haux is een gemeente in het Franse departement Gironde (regio Nouvelle-Aquitaine) en telt 740 inwoners (2005). De plaats maakt deel uit van het arrondissement Bordeaux.

## Geografie
De oppervlakte van Haux bedraagt 10,3 km², de bevolkingsdichtheid is 71,8 inwoners per km².
De onderstaande kaart toont de ligging van Haux (Gironde) met de belangrijkste infrastructuur en aangrenzende gemeenten.

## Demografie
Onderstaande figuur toont het verloop van het inwonertal (bron: INSEE-tellingen).